# 中村哲 (政治学者)
中村 哲（なかむら あきら、1912年2月4日 - 2003年8月10日）は、日本の政治学者、憲法学者。法政大学総長、参議院議員。父方の叔母に竹越光代（婦人運動家、歴史家・政治家竹越与三郎の妻）がいる。

## 来歴・人物

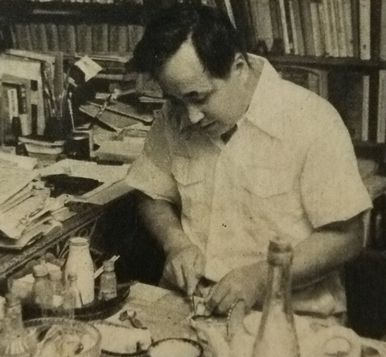
1954年

東京府出身。府立三中、旧制成城高等学校（現成城大学）を経て、1934年に東京帝国大学法学部卒業（美濃部達吉門下生）。台北帝国大学文政学部の助教授・教授を経て、戦後我妻栄の引きで法政大学法学部教授に。法学部長・常務理事を歴任し、1968年に法政大学総長となった。
総長就任時は学生運動が激しく、学内で内ゲバ殺人事件（海老原事件）が発生するなど危機的な状況にあったが、警官隊の学内導入をほのめかした秦野章警視総監と対立しながらも大衆団交を繰り返し、終に警官隊を導入することなく事態を乗り切った。
1983年に日本社会党に請われて参議院議員選挙に出馬、この選挙から導入された比例代表区名簿第一位に登載されて当選、1期6年を務めた。
戦後、内閣調査室の職員が進歩的文化人攻撃のため「内外文化研究所」と名を偽り出版した『学者先生戦前戦後言質集』（1957年、全貌社）には、「日本の国家はいかなる理想目標に向って進むべきであるのか。その内在的な理念が明らかにされなくてはならない。それは日本の国体がつねに宣明し来った一君万民の統治を実現することであって、聖徳太子の十七条憲法のいうように『君云いて臣承り上行えば下靡く』政治を実現すべきであって、これこそ日本の国体の根本理念にもとづく政治力の結集である」（昭和十六年九月『日本評論』誌掲載「政治力の条件」）という文章や、「八紘一宇の東亜政治の理想をその内在的な理念とする戦争論が樹立されねばならない」（昭和十七年二月『改造』誌掲載「民族戦争と強力政治」）という文章が引用された。
この発言の真偽が第24回国会の衆議院内閣委員会公聴会（昭和31年3月16日）で当時議員だった辻政信から、参考人として出席した中村に質問され、中村は、発言が事実であることを認めた。

## 著書
- 植民地統治法の基本問題 日本評論社, 1943
- 新憲法ノート 共和出版社, 1947
- 知識階級の政治的立場 小石川書房, 1948
- 国法学の史的研究 日本評論社, 1949
- 戦後文化 印刷局, 1949 (青年双書)
- 憲法入門 弘文堂, 1952 (アテネ文庫)
- 国会 要書房, 1952 (要選書)
- 日本国憲法の構造 2分冊 御茶の水書房, 1954-55
- 不安と反抗 法政大学出版局, 1954 (がくえん新書)
- 現代の郷愁 東方社, 1956 (東方新書)
- 政治と憲法の話 偕成社, 1957
- 政治への不信 実業之日本社, 1957
- 憲法案内 日本評論新社, 1957
- 政治史 東洋経済新報社, 1963 (日本現代史大系)
- 柳田国男の思想 法政大学出版局, 1967、新版2010ほか / 講談社学術文庫（上下）, 1977
- わが学芸の先人たち 法政大学出版局, 1978
- 宇宙神話と君主権力の起源 法政大学出版局, 2001

## 共編著
- よみがえる暗黒 警察国家への危機 小田切秀雄共編 第一評論社, 1958